# سيتشيرو كوبو
سيتشيرو كوبو (باليابانية: 久保 征一郎) (مواليد 22 يونيو 2001) هو لاعب كرة قدم ياباني.

## وصلات خارجية
- سيتشيرو كوبو على موقع رابطة كرة القدم اليابانية للمحترفين (اليابانية)
- سيتشيرو كوبو على موقع قاعدة بيانات كرة القدم.إي يو (الإنجليزية)
- سيتشيرو كوبو على موقع Soccerway.com (الإنجليزية)
- سيتشيرو كوبو على موقع عالم كرة القدم.نت (الإنجليزية)